# Tom Hiddleston
Thomas William Hiddleston, britanski filmski in televizijski igralec, * 9. februar 1981 London, Združeno Kraljestvo.
Zaslovel je z upodobitvijo Lokija, ki ga je igral od filma Thor (2011) do vključno serije Loki (2021–2023).
Hiddleston je filmsko kariero začel s nastopom v filmu Unrelated (2007) in Otočje (2010). Leta 2011 je Hiddleston upodobil F. Scotta Fitzgeralda v romantični komediji Woodyja Allena Polnoč v Parizu in nastopil v Grivasti vojak, Stevena Spielberga. Tega leta je bil nominiran za nagrado BAFTA Rising Star. Nadaljeval je z vlogami v neodvisnih filmih, vključno z dramo Terencea Daviesa, V vtincu strasti (2012), vampirskim filmom Jima Jarmuscha, Večna ljubimca (2013) in grozljivko Guillerma del Tora, Škrlatni vrh (2015). Igral je tudi težavnega pevca Hanka Williamsa v biografskem filmu I saw the light (2015) in imel vodilno vlogo v visokoproračunskem pustolovskem filmu Kong: Otok lobanj ( (2017). Na televiziji je Hiddleston igral in izvršno produciral omejeno serijo Nočni receptor (2016), za katero je prejel dve nominaciji za nagrado Emmy in prejel zlati globus za najboljšega igralca.
V gledališču je Hiddleston nastopil v predstavah Cymbeline (2007) in Ivanov (2008). Za vlogo v filmu Cymbeline je prejel nagrado Laurence Olivier za najboljšega novinca v predstavi, za isto nagrado pa je bil nominiran za vlogo Cassia v Otellu (2008). Hiddleston je nastopil kot glavni lik v seriji Coriolanus (2013–2014) in prejel nominacijo za nagrado Laurence Olivier za najboljšega igralca. Leta 2019 je bil za svoj nastop v dramski predstavi Harolda Pinterja Betrayal nominiran za nagrado tony za najboljšega igralca v predstavi.